# Southold
Southold ist eine Stadt (town) im Suffolk County des US-Bundesstaates New York. Sie liegt auf Long Island und hatte bei der Volkszählung von 2010 21.968 Einwohner. Zu dem Gebiet gehört auch ein gleichnamiges Hamlet Southold.

## Geografie
Southold liegt am nordöstlichen Ende von Long Island, New York, auf einer Halbinsel namens North Fork und ihren Erweiterungen Plum Island und Fishers Island. Der Long Island Sound trennt die Stadt von Connecticut. Das östliche Ende der Halbinsel, in der Nähe von Orient Point, liegt nördlich der Stadt Shelter Island, aber die Stadt ist von der South Fork von Long Island durch die Great Peconic Bay und die Little Peconic Bay getrennt. Das westliche Ende der Stadt ist die Grenze der Town of Riverhead. Von Orient Point bis zur Grenze mit Riverhead sind es 21 Meilen. Robins Island, eine geschützte Freifläche in der Great Peconic Bay, ist ebenfalls Teil der Stadt Southold.

### Gliederung
- Village: Greenport
- Hamlets: Cutchogue, East Marion, Fishers Island, Laurel, Mattituck, Orient, New Suffolk, Peconic, Southold

## Geschichte
Englische Puritaner aus der New Haven Colony ließen sich am 21. Oktober 1640 in Southold nieder. Sie hatten das Land im Sommer 1640 von einer Gruppe von Indianern gekauft, die mit den Pequot von Neuengland verwandt waren und in dem Gebiet lebten, das sie Corchaug nannten. Siedler buchstabierten den indianischen Namen dessen, was zu Southold wurde, als Yennicott. In den meisten Geschichtsbüchern wird Southold als die erste englische Siedlung auf Long Island im zukünftigen Staat New York angegeben. Es wird angenommen, dass der Name Southold eine Auslassung von Southwold ist, einer Küstenstadt in der entsprechenden englischen Grafschaft Suffolk. 
Als die Niederländer 1673 die Kontrolle über die Kolonie New York übernahmen, weigerten sich die von Engländern besiedelten östlichen Städte, darunter Southold, East Hampton und Southampton, sich zu unterwerfen; die Niederländer versuchten, die Angelegenheit mit Waffengewalt zu erzwingen, und die Kolonisten der Städte wehrten sie ab, mit Unterstützung aus Connecticut. Als New York 1674 von den Engländern zurückerobert wurde, zogen es diese östlichen Städte vor, Teil von Connecticut zu bleiben. Obwohl Connecticut zustimmte, erzwang die Regierung von Jakob II., dass sie Teil der Provinz New York wurden.
Im späten 19. Jahrhundert verlängerte die Long Island Rail Road ihre Strecke an der North Shore bis nach Greenport. Dies ermöglichte es den Sommerurlaubern, mit dem Zug anzureisen. Aufgrund des Lichts auf der North Fork durch das Wasser auf beiden Seiten zog die Gegend viele Künstler an, darunter William Merritt Chase.
Die Gegend war landwirtschaftlich geprägt und wurde lange Zeit vom Kartoffelanbau dominiert. Im späten 20. Jahrhundert wurden große Bereiche der North Fork als Weinberge neu erschlossen. Dieser Bereich von Long Island hat eine respektable Weinindustrie entwickelt.

## Demografie
Laut einer Schätzung von 2019 leben in Southold 22.170 Menschen. Die Bevölkerung teilt sich im selben Jahr auf in 95,3 % Weiße, 2,1 % Afroamerikaner, 0,1 % amerikanische Ureinwohner, 0,8 % Asiaten und 0,5 % mit zwei oder mehr Ethnizitäten. Hispanics oder Latinos aller Ethnien machten 9,7 % der Bevölkerung aus. Das mittlere Haushaltseinkommen lag bei 81.094 US-Dollar und die Armutsquote bei 7,3 %.

## Infrastruktur
Die Hauptstrecke der Long Island Rail Road ist die einzige Strecke innerhalb der Stadt Southold. Fahrgäste können über die Bahnhöfe Mattituck, Southold und Greenport nach New York City fahren. Die New York State Route 25 und die New York State Route 114 bedient Southold. Daneben gibt es zwei kleine Flughäfen.

## Trivia
Die Serie Emergence spielt in Southold.